# Natalya Tsyganova
Pour les articles homonymes, voir Tsyganova.
Natalya Tsyganova (en russe : Наталья Петровна Цыганова, Natalia Petrovna Tsyganova ; née le 7 février 1971) est une athlète russe, spécialiste du 800 mètres.

## Biographie
En 1999, Natalya Tsyganova remporte la médaille de bronze sur 800 mètres lors des championnats du monde en salle, derrière Ludmila Formanová et Maria Mutola.

### Palmarès
| Date | Compétition                    | Lieu     | Résultat | Performance   |
| ---- | ------------------------------ | -------- | -------- | ------------- |
| 1999 | Championnats du monde en salle | Maebashi | 3e       | 1 min 57 s 47 |
| 1999 | Championnats du monde          | Séville  | 5e       | 1 min 57 s 81 |
| 2000 | Championnats d'Europe en salle | Gand     | 2e       | 2 min 00 s 17 |
| 2005 | Championnats d'Europe en salle | Madrid   | 3e       | 2 min 01 s 62 |

### Records
| Épreuve    | Performance  | Performance        | Lieu     | Date            |
| ---------- | ------------ | ------------------ | -------- | --------------- |
| 800 mètres | En plein air | 1 min 56 s 60      | Toula    | 25 juillet 2000 |
| 800 mètres | En salle     | 1 min 57 s 47 (RN) | Maebashi | 7 mars 1999     |